# Franciszka Jaumień
Franciszka Jaumień (zm. 23 grudnia 2020) – polska specjalistka w zakresie sadownictwa, dr hab.

## Życiorys
Obroniła pracę doktorską, następnie uzyskała stopień doktora habilitowanego. Została zatrudniona na stanowisku nauczyciela akademickiego w Katedrze Sadownictwa Szkole Głównej Gospodarstwa Wiejskiego w Warszawie, oraz była wiceprzewodniczącą w Międzynarodowym Towarzystwie Nauk Ogrodniczych i w grupie Regulatora Wzrostu w Sadownictwie, a także członkiem Solidarności.
Zmarła 23 grudnia 2020.

## Odznaczenia i wyróżnienia
- Odznaka Honorowa Za Zasługi SGGW[1]
- Nagrody JM Rektora SGGW[1]
- Złoty Krzyż Zasługi[1]